# Blessing Muzarabani
Blessing Muzarabani (nacido el 2 de octubre de 1996) es un jugador de críquet de Zimbabue. En diciembre de 2017, fue incluido en el equipo Test Cricket de Zimbabue para su prueba única contra Sudáfrica. En 2018, después de la finalización del torneo Clasificatorio para la Copa Mundial de Críquet, el Consejo Internacional de Críquet (ICC) nombró a Muzarabani como la estrella en ascenso del equipo de críquet de Zimbabue.

## Primeros años y carrera internacional
Muzarabani nació en Murewa, un pequeño pueblo de Zimbabue. Más tarde, su familia se mudó a Highfield, un suburbio de Harare. Cuando tenía siete años, comenzó a entrenar cricket en Takashinga Cricket Club. Hizo su debut en Test Cricket para Zimbabue contra Sudáfrica el 26 de diciembre de 2017. El 15 de enero de 2018, hizo su debut en One Day International con Zimbabue contra Bangladés. Hizo su debut en Twenty20 para Zimbabue contra Afganistán el 5 de febrero de 2018.